# Mirriah
Mirriah (auch: Miria, Miriah, Mirria, Myrriah) ist eine Stadtgemeinde und der Hauptort des gleichnamigen Departements Mirriah in Niger.

## Geographie

### Lage und Gliederung
Mirriah befindet sich in der Sahelzone, rund 20 Kilometer von der Regionalhauptstadt Zinder entfernt. Die Nachbargemeinden Mirriahs sind Gaffati im Nordwesten, Zermou im Nordosten, Hamdara im Osten, Wacha im Südosten, Gouna im Südwesten und Kolléram im Westen. Die Stadtgemeinde erstreckt sich über eine Fläche von 94,50 km². Sie liegt auf durchschnittlich 400 m in einer sandigen Tiefebene mit sehr geringem Gefälle.
Die Gemeinde Mirriah besteht aus einem urbanen und einem ländlichen Gemeindegebiet. Das urbane Gemeindegebiet ist in 16 Stadtviertel gegliedert. Diese heißen Ali Kader, Bakari, Camp de Garde, Dilari, Galadima, Kofal Bey, Makéra, Marafa, Marina, Quartier Administratif, Sabon Gari, Sarkin Makafi, Tchébani Boukari, Tchédia, Tchinkassari und Torawa. Bei den Siedlungen im ländlichen Gemeindegebiet handelt es sich um 48 Dörfer und 80 Weiler.

### Klima
In Mirriah herrscht trockenes Wüstenklima vor. Die klimatologische Messstation im Stadtzentrum liegt auf 370 m Höhe und wurde 1943 in Betrieb genommen.
|                        | Jan  | Feb  | Mär  | Apr  | Mai  | Jun  | Jul  | Aug  | Sep  | Okt  | Nov  | Dez  |   |      |
| Mittl. Temperatur (°C) | 21,2 | 24,5 | 28,4 | 31,9 | 33,0 | 31,9 | 29,0 | 27,1 | 28,7 | 29,3 | 26,2 | 22,1 | ⌀ | 27,8 |
| Mittl. Tagesmax. (°C)  | 29,3 | 32,9 | 36,8 | 39,9 | 40,2 | 38,3 | 34,4 | 31,6 | 34,7 | 36,6 | 34,1 | 30,1 | ⌀ | 34,9 |
| Mittl. Tagesmin. (°C)  | 13,8 | 16,5 | 19,9 | 23,1 | 25,0 | 25,7 | 24,5 | 23,3 | 23,5 | 22,3 | 18,9 | 14,8 | ⌀ | 21   |
|                        |      |      |      |      |      |      |      |      |      |      |      |      |   |      |
| Niederschlag (mm)      | 0    | 0    | 0    | 0    | 7    | 17   | 78   | 137  | 37   | 4    | 0    | 0    | Σ | 280  |
|                        |      |      |      |      |      |      |      |      |      |      |      |      |   |      |
| Sonnenstunden (h/d)    | 10,3 | 10,5 | 10,8 | 11,2 | 11,5 | 11,5 | 10,7 | 9,4  | 10,6 | 10,6 | 10,3 | 10,2 | ⌀ | 10,6 |
|                        |      |      |      |      |      |      |      |      |      |      |      |      |   |      |
| Regentage (d)          | 0    | 0    | 0    | 0    | 1    | 3    | 10   | 12   | 5    | 1    | 0    | 0    | Σ | 32   |
|                        |      |      |      |      |      |      |      |      |      |      |      |      |   |      |
| Luftfeuchtigkeit (%)   | 16   | 12   | 9    | 11   | 20   | 38   | 59   | 72   | 56   | 25   | 17   | 18   | ⌀ | 29,5 |

| 13,8 |

| 16,5 |

| 19,9 |

| 23,1 |

| 25,0 |

| 25,7 |

| 24,5 |

| 23,3 |

| 23,5 |

| 22,3 |

| 18,9 |

| 14,8 |

| 13,8 |

| 16,5 |

| 19,9 |

| 23,1 |

| 25,0 |

| 25,7 |

| 24,5 |

| 23,3 |

| 23,5 |

| 22,3 |

| 18,9 |

| 14,8 |

| N i e d e r s c h l a g | 0   | 0   | 0   | 0   | 7   | 17  | 78  | 137 | 37  | 4   | 0   | 0   |
|                         | Jan | Feb | Mär | Apr | Mai | Jun | Jul | Aug | Sep | Okt | Nov | Dez |

### Natur

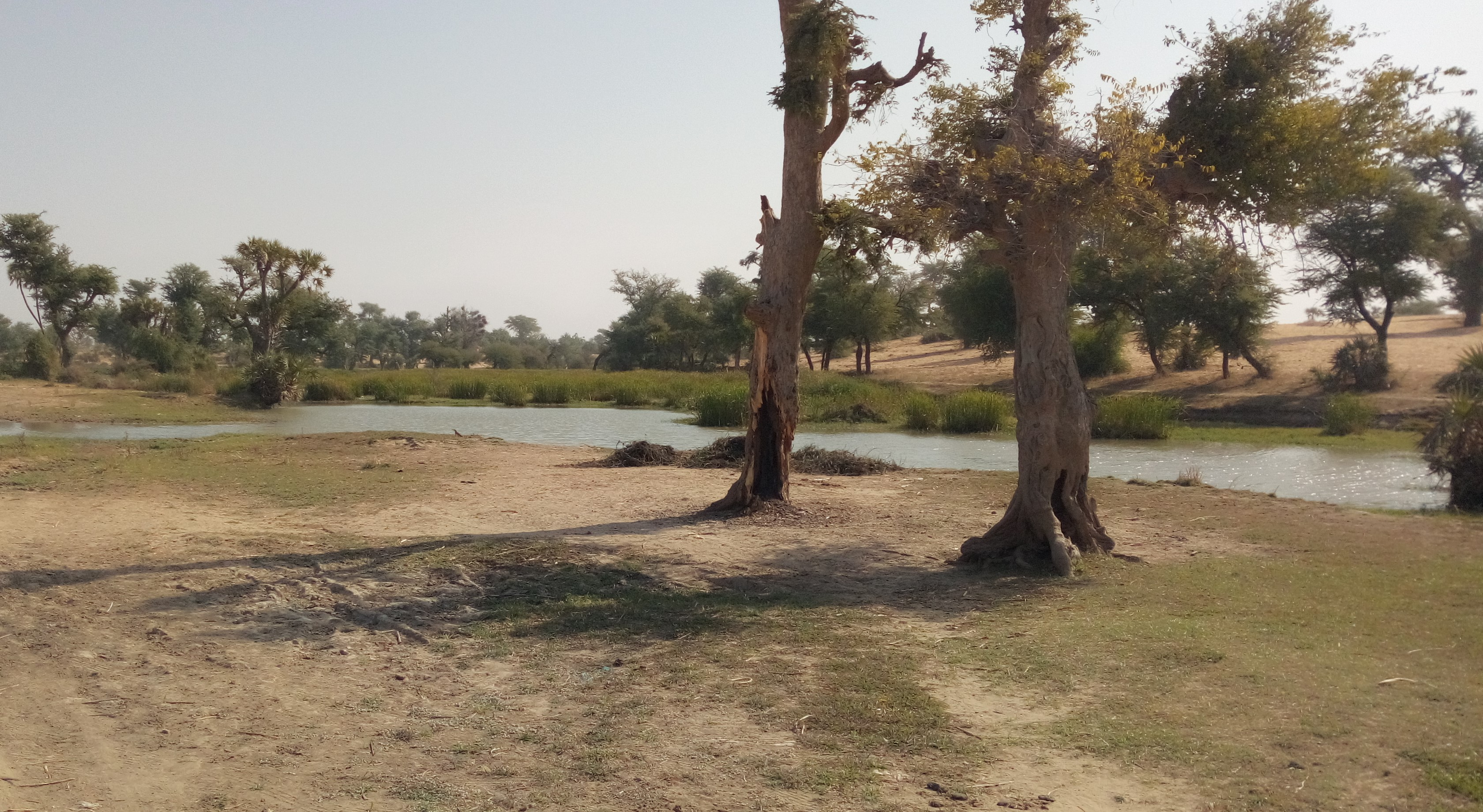
Am Seeufer der Mare de Falki

Rund um das Stadtzentrum befinden sich Gärten mit Affenbrotbäumen, Mangobäumen und Gemüsebeeten. Die Forêt classée d’Ilbaram ist ein 56 Hektar großes unter Naturschutz stehendes Waldgebiet im Gemeindegebiet von Mirriah. Die Unterschutzstellung erfolgte 1956. Bei den ländlichen Dörfern Falki Babba und Falki Kabama liegt die Mare de Falki, ein kleiner See mit stark schwankender Wasserführung.

## Geschichte
Der Name der Stadt stammt aus der Sprache Hausa und bedeutet „Stimme“.
Mirriah wurde im Jahr 1774 Sitz eines unabhängigen Sossébaki-Staats unter dem Herrscher Bazaza. Die Hausa-Dynastie der Sossébaki führte ihre mehrere Jahrhunderte alte Herrschaft auf einen Prinzen aus Bornu zurück. Bazaza starb 1784 im Kampf gegen seinen Onkel. Anschließend übernahm Bazazas Bruder Ibel bis 1817 die Macht in Mirriah, das unter seiner Regentschaft die große Nachbarstadt Zinder in den Schatten stellte. Sein Sohn und Nachfolger Mohamed Kosso wurde jedoch 1821 von Sultan Sélimane dan Tintouma von Zinder besiegt und ins Exil nach Sokoto vertrieben. Der Sultan ernannte May Nassara, einen anderen Sohn Ibels, zum Herrscher von Mirriah. Mohamed Kosso gelang es noch einmal für wenige Monate zurückzukehren, musste sich aber schließlich endgültig seinem Bruder geschlagen geben, der als Vasall des Sultans bis 1837 in Mirriah regierte.

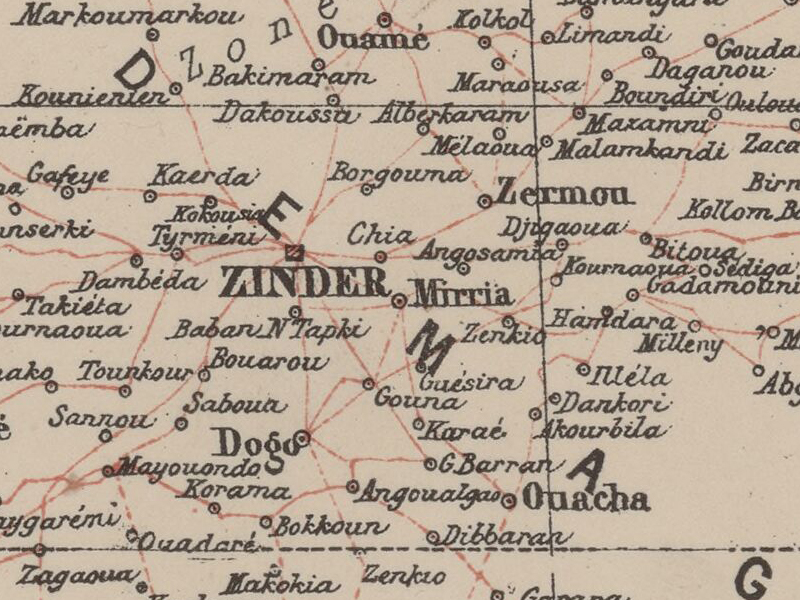
Ausschnitt einer Karte von 1903 mit Mirriah (Mirria) im Zentrum

Unter Djibril dan Lafia, der seit 1897 an der Macht war, wurde Mirriah als Kanton der französischen Provinz Zinder zugeordnet. Als die Franzosen die Kontrolle über den großen Markt in der Stadt übernahmen und nunmehr für die Einhebung der Steuern verantwortlich waren, sank die Anzahl der Händler von über 2000 auf 400. Mirriah war zeitweise die bevölkerungsreichste Stadt der französischen Kolonie Niger. Im Jahr 1926 wurden hier 14.721 Einwohner gezählt, während die beiden wechselnden Hauptstädte der Kolonie kleiner waren: Zinder hatte damals 7176 Einwohner und Niamey 3142 Einwohner. In den 1920er Jahren galt die durch Mirriah führende und 1375 Kilometer lange Piste von Niamey nach N’Guigmi als einer der Hauptverkehrswege in der Kolonie. Sie war in der Trockenzeit bis Guidimouni und wieder ab Maïné-Soroa von Automobilen befahrbar. Die Sossébaki-Herrscher amtieren seit der französischen Kolonialzeit als Kantonschefs und traditionelle Ortsvorsteher (chefs traditionnelles) von Mirriah. Der 18. Herrscher von Mirriah seit Bazaza, der frühere Parlamentspräsident Moutari Moussa, wurde im Jahr 2008 gewählt.
Zusätzlich zu seiner Rolle als traditioneller Herrschaftssitz gewann Mirriah in der unabhängigen Republik Niger Bedeutung als regionaler Verwaltungssitz. Die Hauptstadt des Arrondissements Zinder wurde 1966 nach Mirriah verlegt und das Arrondissement zugleich in Mirriah umbenannt. Aus dem Arrondissement Mirriah ging 1998 das Departement Mirriah hervor. Mirriah erhielt bereits 1988 zugleich mit neun weiteren nigrischen Orten den Status einer eigenständigen Gemeinde. Bis dahin hatte es landesweit zwölf Gemeinden gegeben.
Ungewöhnlich starke Regenfälle führten im August und September 1988 zu Überschwemmungen in weiten Teilen des Landes. In Mirriah, Magaria und Zinder wurde am 23. und 24. August 1988 eine Niederschlagshöhe von über 100 mm verzeichnet. Zahlreiche Gebäude wurden zerstört. In Mirriah wurden 1800 Menschen obdachlos. Starke Niederschläge am 16. und 17. Juli 2022 verursachten in der Region Zinder schwere Überschwemmungen mit Todesopfern und Sachschäden. Davon war auch Mirriah betroffen, wo eine Niederschlagshöhe von 112 mm gemessen wurde. In der Nachbargemeinde Hamdara wurde ein Rekord von 252 mm innerhalb weniger Stunden verbucht.

## Bevölkerung
Bei der Volkszählung 2012 hatte die Stadtgemeinde 80.126 Einwohner, die in 12.726 Haushalten lebten. Bei der Volkszählung 2001 betrug die Einwohnerzahl 42.986.
Im urbanen Gemeindegebiet lebten bei der Volkszählung 2012 28.407 Einwohner in 4244 Haushalten, bei der Volkszählung 2001 18.783 Einwohner und bei der Volkszählung 1988 13.265 in 2206 Haushalten. Bei der Volkszählung 1977 waren es 8420 Einwohner.
In ethnischer Hinsicht ist die Gemeinde ein Siedlungsgebiet von Damagarawa, Fulbe, Iklan, Kanuri und Sossébaki. In Mirriah leben außerdem Angehörige der auf Fernweidewirtschaft spezialisierten Tuareg-Untergruppen Kanimatane und Ichiriffen.

## Politik und Justiz
Der Gemeinderat (conseil municipal) hat 20 gewählte Mitglieder. Mit den Kommunalwahlen 2020 sind die Sitze im Gemeinderat wie folgt verteilt: 10 PNDS-Tarayya, 2 ARD-Adaltchi Mutunchi, 2 CPR-Inganci, 2 LRD-Jimiri, 2 RDR-Tchanji, 1 RPD-Bazara und 1 RPP-Farilla.
Jeweils ein traditioneller Ortsvorsteher (chef traditionnel) steht an der Spitze von 40 Dörfern im ländlichen Gemeindegebiet.
Die Stadt ist der Sitz eines Tribunal d’Instance, eines der landesweit 30 Zivilgerichte, die unterhalb der zehn Zivilgerichte der ersten Instanz (Tribunal de Grande Instance) stehen.

## Kultur und Sehenswürdigkeiten
In der Stadtmitte, westlich des Sultansgehöftes, liegt die Freitagsmoschee von Mirriah, eine Hof-Moschee im kargen, mittelnigrischen Stil. Ihr Baujahr ist nicht bekannt. Das dazugehörige acht Meter hohe Minarett wird auf 1750 datiert und ist noch originärer Bestandteil des alten Lehmbaus. Es zeigt allerdings erhebliche Verfallserscheinungen an der Treppe. Der Gebetsraumkomplex wurde in den 1980er Jahren mittels Zementbausteinen und Wellblechdach modernisiert. Türen und Fensterläden sind aus Metall. Der Mihrāb-Vorbau ist quaderförmig, der Minbar zweistufig. Die Gesamtanlage erstreckt sich über 265 Quadratmeter, wobei knapp 200 Quadratmeter allein auf den inneren Betraum entfallen. Im Hof steht ein ausladender Niembaum.
In der Maison des jeunes et de la culture, dem Jugend- und Kulturhaus von Mirriah, werden Kultur- und Sportveranstaltungen abgehalten.

## Wirtschaft und Infrastruktur

### Wirtschaft
Die wirtschaftlichen Eckpfeiler der Stadtgemeinde bilden der Ackerbau und die Viehzucht. Hinzu kommen der Handel, das Handwerk und Dienstleistungen. In Mirriah wird ein Wochenmarkt abgehalten. Der Markttag ist Sonntag. Das staatliche Versorgungszentrum für landwirtschaftliche Betriebsmittel und Materialien (CAIMA) unterhält eine Verkaufsstelle in der Stadt. Aufgrund des tonreichen Bodens ist Mirriah ein Zentrum für Töpferwaren, die von Männern und Frauen hergestellt werden.

### Gesundheit und Bildung
Im Stadtzentrum sind ein Distriktkrankenhaus und ein Gesundheitszentrum des Typs Centre de Santé Intégré (CSI) vorhanden. Letzteres verfügt über ein eigenes Labor und eine Entbindungsstation.
Allgemein bildende Schulen der Sekundarstufe sind der CEG FA Mirriah und der CES Mirriah. Das auf einen Schwerpunkt auf die arabische zusätzlich zur französischen Sprache hinweisende Kürzel CEG FA steht dabei für Collège d’Enseignement Général Franco-Arabe und das Kürzel CES für Collège d’Enseignement Secondaire. Beim Collège d’Enseignement Technique de Mirriah (CET Mirriah) handelt es sich um eine technische Fachschule und beim Centre de Formation aux Métiers de Mirriah (CFM Mirriah) um ein Berufsausbildungszentrum. Es gibt außerdem mehrere Grundschulen in der Stadtgemeinde.

### Verkehr
Die asphaltierte Nationalstraße 1, die längste Fernstraße Nigers, führt durch das urbane Zentrum. Sie hat zugleich die Funktion einer Hauptstraße. An ihr befinden sich der Markt und zentrale Verwaltungs- und Dienstleistungseinrichtungen. Im Zentrum zweigt die 29,4 Kilometer lange Route 718 nach Dogo ab. Es handelt sich um eine einfache Landstraße. Außerdem beginnt die nach Damagaram Takaya führende 80 Kilometer lange Route 727, eine einfache Piste, im urbanen Zentrum.

## Persönlichkeiten
- Moutari Moussa (* 1948), Politiker